# Бартоломеус фон Щархемберг
Бартоломеус фон Щархемберг I (на немски: Bartholomeus von Starhemberg; * 1459/1460; † 19 април 1531) е благородник от стария австрийски благороднически род Щархемберг.

## Живот
Той е син на Йохан IV фон Щархемберг (1412 – 1474) и третата му съпруга Агнес Елизабет фон Хоенберг (* 1416; † 7 май или 5 юли 1494), дъщеря на Фридрих V фон Хоенберг-Кройсах († 1459) и Маргарета фон Фолкенсторф († пр. 1441).
През 1482 г. Бартоломеус става лутеран, един от първите от австрийската аристокрация. През 1524 г. Мартин Лутер му пише писмо, което е разпространено като брошура.
Бартоломеус умира на 19 април 1531 г.
Щархембергите са от 1643 г. имперски графове и от 1765 г. имперски князе.

## Фамилия
Бартоломеус фон Щархемберг се жени 1493 г. в Лозенщайнлайтен, Горна Австрия, за Магдалена фон Лозенщайн (* ок. 1477; † 1523), дъщеря на императорския съветник Вилхелм фон Лозенщайн († 1506) и Барбара фон Парзберг. Тя е внучка на рицар Флориан фон Лозенщайн († 1456). Те имат седем деца:
- Йохан VI фон Щархемберг (* 1494; † 1534), женен за Сузана фон Полхайм; има осем деца
- Маргарета фон Щархемберг († 1516), омъжена за Волфганг фон Целкинг
- Сабина фон Щархемберг († 1520)
- Еразмус I фон Щархемберг „Стари“ (* 1503; † 10 юли/8 септември 1560, Виена), господар във Вилдберг, женен I. ок. 25 май 1529 г. в Линц за графиня Анна фон Шаунберг (1513 – 1551), II. на 30 юли 1553 г. за Регина фон Полхайм († 8 октомври 1572), вдовицата на граф Йохан фон Шаунберг († 31 май 1551, Линц), братът на Анна
- Бенигна фон Щархемберг (* 1499; † 1557), омъжена I. 1520 г. за Ян Швамберка-Хайд (* ок. 1480; † пр. 20 декември 1559), II. 1462 г. за граф Владислав II/Ладислав II Попел фон Лобковиц (* 1501; † 15 декември 1584, Прага)
- Вандула фон Щархемберг (* 1498; † 28 януари 1530/1531), омъжена за Йобст III фон Розенберг (* 31 юли 1488; † 15 октомври 1539)
- дъщеря фон Щархемберг, омъжена за Георг Зайзенег